# أيام الصفر (فلم)
أيام الصفر هو فلم وثائقي أمريكي صدر عام 2016 من إخراج أليكس غيبني. اُختير للتنافس على جائزة الدب الذهبي في مهرجان برلين السينمائي الدولي السادس والستين [الإنجليزية]، يتكلّم الوثائقي عن استخدام إسرائيل (بدعم من الولايات المتحدة) لفيروس حاسوبي لضرب المنشآت النووية الإيرانية (ستوكسنت)، وهو برنامج فيروسي أطلقته إسرائيل في حواسيب العوالم، وينتقل بينها بأي وسيلة مثل يو إس بي، حتى يصل للحواسيب الإيرانية.

## الملخص
ورغم أن الموضوع الذي تناوله الوثائقي لا يزال محاطًا بالسرية التامة، فإن الفلم يحاول أن يروي قصة تطوير ونشر واكتشاف والتحقيق في فيروس الحاسوب ستوكسنت وبرنامج البرمجيات الخبيثة المعروف باسم "الألعاب الأوليمبية" من خلال عرض أكبر قدر ممكن من التفاصيل المعروفة. ويختتم بمناقشة خطة المتابعة السيبرانية "نيترو زيوس [الإنجليزية]"، والاتفاق النووي مع إيران لعام 2015 .
- ديفيد إي. سانجر [الإنجليزية]
- عماد كيائي، مدير الشؤون الخارجية في المجلس الأمريكي الإيراني (AIC)
- إريك تشين، استجابة سيمانتيك الأمنية
- ليام أومورشو، استجابة سيمانتيك الأمنية
- العقيد غاري د. براون، القاضي المدافع عن قيادة الأمن السيبراني بالولايات المتحدة
- غاري سامور
- كريس إنجليس
- عاموس يادلين
- يوسي ميلمان
- يوفال شتاينيتز
- يوجين كاسبيرسكي
- فيتالي كاملوك، كاسبيرسكي لاب
- مايكل هايدن
- أولي هاينونن [الإنجليزية]
- رالف لانجنر، مستشار أمن أنظمة التحكم
- ريتشارد أ. كلارك
- رولف موات لارسن، ضابط وكالة المخابرات المركزية (1982-2005)
- شون بول ماكجورك، مدير الأمن السيبراني في وزارة الأمن الداخلي (2008-2011)
- سيرجي أولاسن، كاسبرسكي لاب بيلاروسيا

## العرض
عُرض الفلم رقميًا على أمازون برايم وآي تونز في 6 كانون الأول 2016 م، وبُث في المملكة المتحدة على قناة بي بي سي فور في سلسلة ستوريفيلي [الإنجليزية] في 16 كانون الثاني 2017، وأُصدر على قرص مضغوط (DVD) في 17 كانون الثاني 2017 م.

## الاستقبال
على موقع تجميع المراجعات [الإنجليزية] الشهير روتن توميتوز، كانت نسبة المراجعة 90% من 73 مراجعة نقدية إيجابية للفيلم، بمتوسط تقييم 7.3/10؛ وجاء في "إجماع النقاد" على الموقع: "عوامل خارجة عن سيطرة جيبني تمنع فيلم أيام الصفر من تقديم نظرة شاملة على موضوعه، لكن الصورة الجزئية التي تظهر تظل مخيفة لدرجة أنه من المستحيل تجاهلها". وعلى موقع ميتاكريتيك، حصل الفلم على متوسط تقييم مرجح 77 من 100 بناءً على مراجعات من 23 ناقدًا، مما يشير إلى مراجعات "إيجابية بشكل عام".
في مقال كتبه لموقع روجر إبرت [الإنجليزية]، أشاد جودفري تشيشاير بالفيلم قائلًا: "إنه على الأرجح أهم فيلم تم إصداره هذا العام، وهو فيلم وثائقي يستحق أن يشاهده كل مواطن واعٍ في هذا البلد بل والعالم أجمع."

### الإشادات
كان فيلم أيام الصفر من بين 15 فيلمًا رُشحوا لجائزة أفضل فيلم وثائقي في حفل توزيع جوائز الأوسكار التاسع والثمانين، ولكن لم يتم اختياره كواحد من المرشحين الخمسة النهائيين في هذه الفئة. رُشح لجائزة أفضل سيناريو وثائقي [الإنجليزية] في حفل توزيع جوائز نقابة الكتاب الأمريكية التاسع والستين [الإنجليزية]. فاز الفيلم بجائزة بيبودي [الإنجليزية] في عام 2017 م.

## طالع أيضًا
- ليس لضعاف القلوب: دروس في الشجاعة والقوة والمثابرة
- الوفاق البراجماتي: العلاقات الإسرائيلية الإيرانية، 1948-1988 وتهاويها بعد الثورة الإسلامية

## روابط خارجية
- أيام الصفر  في قاعدة بيانات الأفلام على الإنترنت (بالإنجليزية)
- أيام الصفر (فلم) في روتن توميتوز.